# Liste der Kulturdenkmale in Neumark (bei Weimar)
In der Liste der Kulturdenkmale in Neumark sind alle Kulturdenkmale der thüringischen Stadt Neumark (Landkreis Weimarer Land) und ihrer Ortsteile aufgelistet(Stand: 26. April 2012).

## Neumark
Denkmalensemble
| Bild                                    | Bezeichnung | Lage                          | Datierung | Beschreibung | ID |
| --------------------------------------- | --- | ----------------------------- | --------- | ------------ | -- |
| Direkt Bild zu diesem Denkmal hochladen | Stadtanlage und Niederdorf mit: - Berlstedter Straße - Hauptstraße - Hintergasse - Lindenplatz - Niederdorfsgasse - Ratsgasse - Schäfereigasse - Schloßgasse - Vor dem Untertore | Koordinaten fehlen! Hilf mit. |           |              |    |

Einzeldenkmale
| Bild                                    | Bezeichnung                                                    | Lage                                | Datierung | Beschreibung | ID |
| --------------------------------------- | -------------------------------------------------------------- | ----------------------------------- | --------- | ------------ | -- |
| weitere Bilder Fotos hochladen          | Kirche mit Ausstattung und Kirchhof                            | (Karte)                             |           |              |    |
| Direkt Bild zu diesem Denkmal hochladen | Grabstein Maria Christina Binger an der Südwand der Kirche     | Friedhof                            |           |              |    |
| Direkt Bild zu diesem Denkmal hochladen | Erbbegräbnis Luttich und Sperber                               | Friedhof                            |           |              |    |
| Direkt Bild zu diesem Denkmal hochladen | Sandsteinblock mit Sakramentsnische an der Südwand der Kirche  | Friedhof                            |           |              |    |
| Fotos hochladen                         | ehemaliges Gutsgebäude                                         | Am alten Gutshof 1 (Karte)          |           |              |    |
| BW                                      | Wohn- und Wirtschaftsgebäude (ehem. Schäfereihof)              | Am alten Gutshof 14, 15, 16 (Karte) |           |              |    |
| BW                                      | Gehöft                                                         | Niederdorfsgasse 108 (Karte)        |           |              |    |
| BW                                      | Wappenstein                                                    | Vippachedelhäuser Straße 21 (Karte) |           |              |    |
| Direkt Bild zu diesem Denkmal hochladen | Wohnhaus                                                       | Vor dem Obertor 30                  |           |              |    |
| Direkt Bild zu diesem Denkmal hochladen | Waidmühlstein                                                  | Markt                               |           |              |    |
| Direkt Bild zu diesem Denkmal hochladen | Waidmühlstein                                                  | Vor dem Untertore                   |           |              |    |
| BW                                      | Wohnhaus mit Nebengebäude (ehem. Tagelöhnerwohnhaus des Gutes) | Schlossgasse 91, 91a (Karte)        |           |              |    |
| BW                                      | Wohnhaus (ehem. Gesindehaus des Gutes)                         | Schlossgasse 92 (Karte)             |           |              |    |

Bodendenkmal
| Bild                                    | Bezeichnung                              | Lage                                                                                 | Datierung | Beschreibung | ID |
| --------------------------------------- | ---------------------------------------- | ------------------------------------------------------------------------------------ | --------- | ------------ | -- |
| Direkt Bild zu diesem Denkmal hochladen | Wall und Graben, Schloß, Herrenburg, Gut | Ebenes Gelände an der Südostecke von Neumark und dicht nördlich der Vippachniederung |           |              |    |

## Quelle
- Denkmalliste Landkreis Weimarer Land. (PDF; 929 kB) weimarerland.de